# Incyte
Incyte Inc. ist ein US-amerikanisches Pharmaunternehmen mit Sitz in Wilmington, Delaware. Das Unternehmen vertreibt das durch die U.S. Food and Drug Administration (FDA) geprüfte Medikament Jakavi (Handelsmarke) mit dem Wirkstoff Ruxolitinib, das mehreren Tausend Patienten in den Vereinigten Staaten verschrieben wurde.
Im Jahr 2014 ernannte das Unternehmen Hervé Hoppenot zum Präsidenten und CEO. Hoppenot war zuvor Präsident der onkologischen Abteilung von Novartis und war dort seit 2003 angestellt.